# 8410 Hiroakiohno
8410 Hiroakiohno (1996 QZ1) là một tiểu hành tinh nằm phía ngoài của vành đai chính được phát hiện ngày 24 tháng 8 năm 1996 bởi S. Ueda và H. Kaneda ở Kushiro.